# Linum glaucum
Linum glaucum är en linväxtart som beskrevs av Pierre Edmond Boissier och Noe. Linum glaucum ingår i släktet linsläktet, och familjen linväxter. Inga underarter finns listade i Catalogue of Life.